# Locus
|  | Per a altres significats, vegeu «Locus de control». |

Un locus (loci, en plural, en llatí literalment “lloc”) és en genètica una posició fixa d'un gen en un cromosoma. Un ADN codificat en un locus que conté un gen és anomenat al·lel. La llista ordenada de locis coneguts per a un genoma particular és anomenada mapa genètic. El mapeig genètic és un procés de determinació d'un locus per a un tret biològic en particular. Les cèl·lules diploides i poliploides els cromosomes de les quals tenen els mateixos al·lels en algun locus són anomenades homozigots, mentre que les que tenen al·lels diferents són anomenades heterozigots.
La paraula fou introduïda per Thomas Hunt Morgan qui fou el primer a establir el lligament genètic dels gens situats sobre un mateix cromosoma, és a dir que l'herència genètica (locus) formaven part d'un element físic (cromosoma). D'aquesta manera es posava en contradicció la tercera llei de Mendel o de la independència dels caràcters.